# Gary Kemp
Gary James Kemp (ur. 10 października 1959 w Islington) – brytyjski muzyk pop i aktor, gitarzysta i autor tekstów piosenek grupy muzycznej Spandau Ballet, powstałej w 1979 roku.

## Życiorys
Urodził się w St Bartholomew’s Hospital w Islington w Londynie jako syn Eileen i Franka Kempów. Dorastał w Islington. Uczęszczał do Rotherfield Junior School i Dame Alice Owen’s School w Potters Bar. Brał także lekcje aktorstwa w klubie dramatycznym Anna Scher Children’s Theatre ze swoim młodszym bratem Martinem. W wieku dwunastu lat użyczył głosu Pete w animowanym edukacyjnym filmie krótkometrażowym Never Go with Strangers (1971). Rok później wystąpił jako Chris w przygodowym filmie familijnym Hide and Seek (1972) u boku Roya Dotrice.
W 1976 roku założył szkolny zespół. Później, w 1979 grupa przyjęła nazwę Spandau Ballet i stała się jednym z najbardziej udanych zespołów lat osiemdziesiątych, dzięki hitom na rynku, sprzedaży płyt i klasycznym popowym brzmieniom takim jak „Gold”, „Through The Barricades”, „True”, „Lifeline”, „Only When You Leave”, „To Cut A Long Story Short” czy „Once More”.
Razem z bratem Martinem wystąpił na srebrnym ekranie w filmie gangsterskim Bracia Kray (The Krays, 1990), gdzie Gary grał osławionego kryminalistę z East Endu, Reginalda „Reggie’go” Kraya, a Martin był jego bratem Ronaldem „Ronnie” Krayem.
7 maja 1988 ożenił się z aktorką Sadie Frost. Ich syn, Finlay Munro, urodził się 20 września 1990. Po siedmiu latach małżeństwa, 19 sierpnia 1995 rozwiedli się. 5 września 2003 Kemp poślubił projektantkę kostiumów Lauren Barber, z którą ma trzech synów: Milo Wolfa (ur. 2004), Kita (ur. 2009) i Rexa (ur. 2012).
W 2012 zdobył Ivor Novello Awards.
Kemp jest ateistą i zagorzałym zwolennikiem Partii Pracy.

## Dyskografia

### albumy
- 1981 – Journeys to Glory
- 1982 – Diamond
- 1983 – True
- 1984 – Parade
- 1986 – Through the Barricades
- 1989 – Heart Like a Sky
- 2009 – Once More

## Filmografia

### Filmy fabularne
- 1992: Bodyguard jako Sy Spector
- 1992: Papierowe małżeństwo (Paper Marriage) jako Aidan Carey
- 1998: Od wesela do wesela (The Wedding Singer) – tekst „True”
- 1999: Punki z Salt Lake City (SLC Punk!) – tekst „She Loved Like Diamonds”
- 2000: Aniołki Charliego (Charlie’s Angels) – tekst „True”

### Seriale TV
- 1996: Simpsonowie (The Simpsons) – tekst „True”
- 2006: Na sygnale jako Matthew Merriman
- 2006: Dowody zbrodni – tekst „True”
- 2011: Na sygnale jako Michael Warwick